# Dana Jessen
Dana Jessen (* 23. Februar 1983) ist eine US-amerikanische Musikerin (Fagott), die sich in der improvisierten und zeitgenössischen Musik betätigt.

## Werdegang
Jessen erwarb den Master of Music in Fagottspiel mit Auszeichnung am New England Conservatory of Music und den Master in Improvisation an der ARtEZ - Hogeshool voor de Kunsten in den Niederlanden. Für drei Jahre lebte sie in Amsterdam, wo sie 2008/09 mit einem Fulbright-Stipendium und 2009 bis 2011 mit einem Stipendium der HSP Huygens Fellowship zu zeitgenössischer und improvisierter Musik forschte.
Jessen arbeitet seit den 2000er-Jahren in Europa und in den Vereinigten Staaten u. a. mit Anthony Coleman (Lapidation, 2008), Mark Alban Lotz, Michael Gordon, Taylor Ho Bynum, Mike Reed, Han Bennink, Frank Gratkowski, Joe Morris, Michael Moore, Ab Baars, Anne La Berge, Wilbert de Joode und Fred Lonberg-Holm. Ferner gründete sie in Kalifornien das Quintett Splinter Reeds und trat mit den San Francisco Contemporary Music Players, Ensemble Dal Niente, Calefax Quintet, Rushes Ensemble, Pamela Z, Taylor Ho Bynums Tri-Centric Orchestra, Lucky Dragons, Amsterdam Contemporary Ensemble, Callithumpian Consort und der Harvard Group for New Music auf.
Jessen leitet den Bereich Professional Development am Oberlin Conservatory of Music; außerdem unterrichtete sie in Sommercamps der Walden School (Young Musicians Program) und in Meisterklassen und Workshops zu zeitgenössischer Musik und Improvisation am  Massachusetts Institute of Technology, der University of Michigan, am San Francisco Conservatory of Music und am Peabody Institute der Johns Hopkins University und an der University of California at Berkeley.

## Diskographische Hinweise
- Carve (Innova Recordings 2017, mit Paula Matthusen, Sam Pluta, Peter V. Swendsen, Kyle Bruckmann)[1]
- Meinrad Kneer & Mark Alban Lotz U-EX(perimental) (Evil Rabbit Records 2011, mit Jodi Gilbert, Alfredo Genovesi, Guillaume Heurtebize, Mary Oliver, Yedo Gibson, Felicity Provan, Joost Buis, Koenraad Ecker, Maraatsj ten Hoorn)